# Ramona Neubert
Ramona Neubert (República Democrática Alemana, 26 de julio de 1958) es una atleta alemana retirada, especializada en la prueba de heptalón en la que llegó a ser campeona mundial en 1983.

## Carrera deportiva
En el Mundial de Helsinki 1983 ganó la medalla de oro en la competición de heptalón, con un total de 6714 puntos, quedando por delante de sus compatriotas las también atletas alemanas Sabine Paetz y Anke Behmer.